# Anzoátegui (khu tự quản)
Anzoátegui là một khu tự quản thuộc bang Cojedes, Venezuela. Thủ phủ của khu tự quản Anzoátegui đóng tại Cojedes. Khự tự quản Anzoátegui có diện tích 876 km2, dân số theo điều tra dân số ngày 21 tháng 10 năm 2001 là 14044 người.